# Коламато (Анкона)
Коламато је насеље у Италији у округу Анкона, региону Марке.
Према процени из 2011. у насељу је живело 341 становника. Насеље се налази на надморској висини од 492 м.